# Daisies
«Daisies» —en español: «Margaritas»— es una canción de la cantante estadounidense Katy Perry. Fue lanzada el 15 de mayo de 2020 a través de Capitol Records como el primer sencillo de su quinto álbum de estudio, Smile (2020). Coescribió la canción con Jon Bellion, Jacob Kasher Hindlin, Michael Pollack y sus productores Jordan K. Johnson y Stefan Johnson de The Monsters & Strangerz. "Daisies" alcanzó el top 20 en Croacia, Escocia y Suecia, así como entre el top 30 en Hungría, Irlanda y Letonia, alcanzó el puesto 40 en el Billboard Hot 100 y su vídeo oficial cuenta con más de 20 millones de reproducciones.

## Lanzamiento
El 7 de mayo de 2020, Perry anunció a través de las redes sociales que el primer sencillo de su próximo sexto álbum, titulado "Daisies", se lanzaría el 15 de mayo de 2020. Su portada también se publicó ese día, con Perry sonriendo en un campo de margaritas.  Al día siguiente, en una campaña promocional para "Daisies", coincidiendo con el Día de la Madre, una florería digital llamada "Katy's Daisies", que ofrece 12 opciones de ramo multicolores gratis para "decirle a alguien que le importa, que lo ama, lo extraña, o simplemente agradéceles por creer en ti "se abrió. Un remix de MK le siguió el 29 de mayo de 2020.

## Composición
"Daisies" es una canción pop con guitarras acústicas que dura 2 minutos y 53 segundos. Escrita en la clave de F # Major, la canción tiene una firma de tiempo de 4
4 tiempos comunes y un ritmo moderadamente rápido de 122 latidos por minuto. La canción también sigue una progresión de acordes de B-D # m-C #. La canción "celebra la fuerza del espíritu humano al superar la adversidad". Perry dijo que adquirió un nuevo significado de revitalizar los sueños perdidos descubiertos a través de los desafíos de la cuarentena durante la pandemia de COVID-19. Durante una transmisión en vivo de Facebook, la cantante compartió detalles sobre la canción, diciendo: "Es una canción para todos los sueños con los que ustedes han estado soñando y todas las cosas que quieren lograr". Cuando se estrenó "Daisies", también reveló en las redes sociales que la canción fue escrita "hace un par de meses como un llamado a permanecer fiel al rumbo que usted se ha fijado, independientemente de lo que otros puedan pensar". Sus letras incluyen "Me dijeron que estaba ahí afuera / trató de derribarme / tomé esos palos y piedras / les enseñé que podía construir una casa / Me dijeron que estaba loco / Pero nunca dejaré que me cambien "Hasta que me cubran de margaritas".

## Críticas
Alexa Camp de Slant Magazine lo describió como una "balada atmosférica". Brittany Spanos, de Rolling Stone, describe el nuevo trabajo de Perry como un "tema brillante en auge y potenciador". Chuck Arnold, del New York Post, dijo que la canción es "la mejor canción de Perry desde su álbum de 2013, Prism". Jem Aswad de Variety calificó la canción como un quemador lento estilo "Firework" que muestra cuán lejos ha llegado como cantante ". El colaborador de Vulture Chris Murphy también elogió la canción, calificándola como una canción pop" bastante buena "impulsada por guitarra acústica Jessica Castillo, editora de Teen Vogue, elogió los temas de autoestima e inspiración de la canción, y concluyó que "Daisies" es "un recordatorio perfecto para seguir tu camino y no prestar atención a las personas que dudan de ti". Kate Solomon de The Guardian escribió que "esta canción es básicamente Unconditionally y Tsunami y cualquier otra balada poderosa [Katy Perry] que haya hecho".

## Rendimiento comercial
"Daisies" debutó en el número 40 en el Billboard Hot 100 de EE. UU, dándole a Perry su canción número 25 entre las 40 mejores del país. Además, alcanzó el número tres en la lista Digital Song Sales de EE. UU. En la Adult Top 40, "Daises" se convirtió en el 16.º top 10 de Perry en el número 9, siendo su mayor posición en la lista desde "Chained To The Rhythm" en 2017. Al tener 16 canciones entre las diez primeras, Perry se convirtió en la quinta artista con la mayoría de los diez primeros en la tabla. 
En otra parte, la canción alcanzó el número 37 en el UK Official Charts Company, y en el número seis en el UK Singles Downloads Chart. La canción ha alcanzado el número 33 en la lista Canadian Hot 100. Alcanzó su punto máximo en el número 4 en el Spanish Sales Chart, el sencillo más alto de Perry desde que apareció el sencillo de 2017 de Calvin Harris "Feels" con Pharrell Williams y Big Sean. Alcanzó picos más altos en otras listas, incluyendo el número 4 en Escocia, el número 2 en la lista Ultratip Belgium, 10 en Suecia, 12 en Croacia, 3 en New Zeland Hot Singles y 2 en Tokio.

## Presentaciones en vivo

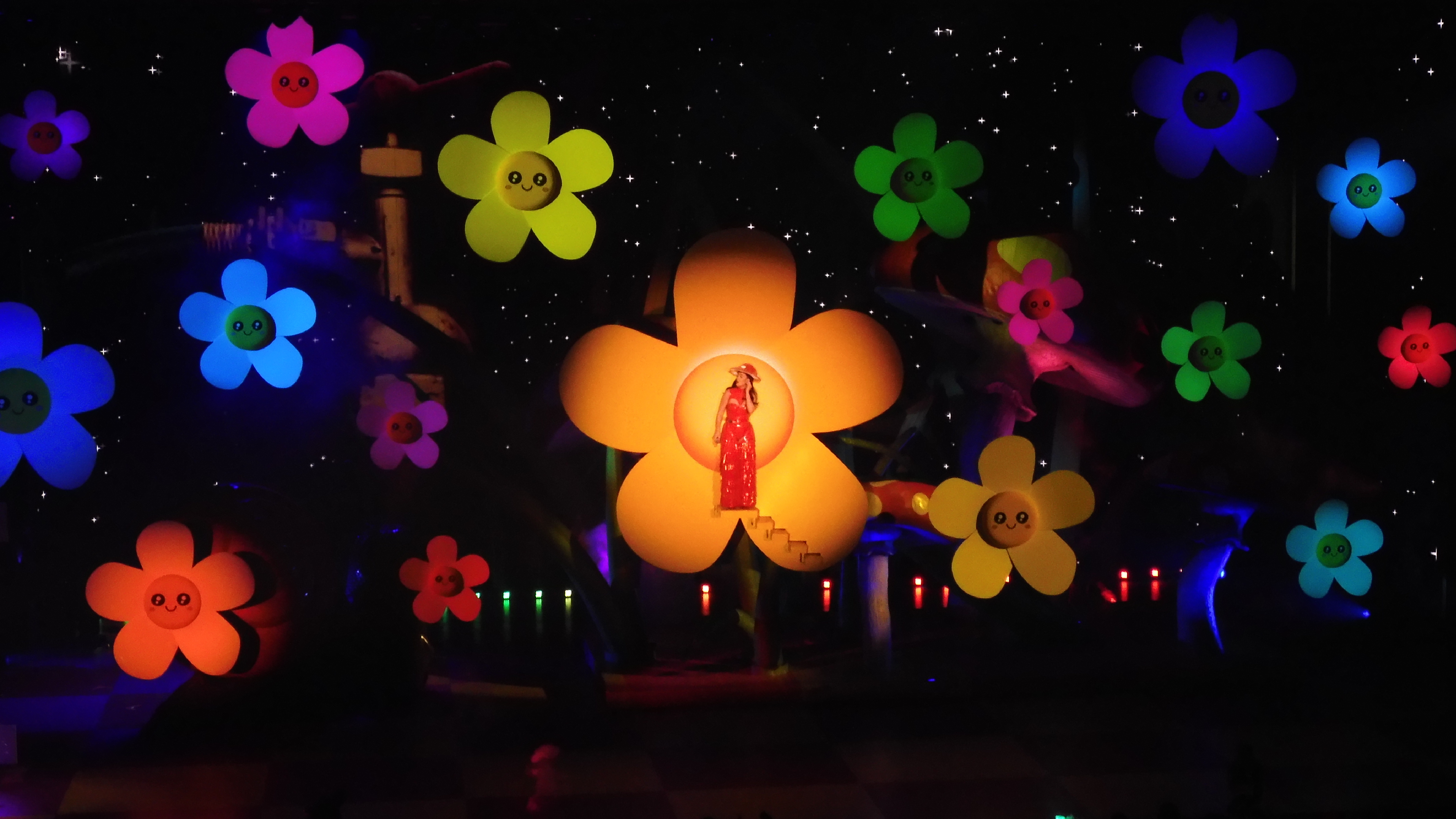
Perry cantando «Daisies» en la residencia Play

El 15 de mayo de 2020, Perry realizó una versión simplificada de «Daisies» y participó en una sesión de preguntas y respuestas con los fanáticos en la serie semanal de actuaciones en vivo Friday Friday de Amazon Music. También interpretó la canción en el evento «In the House» de Houseparty el mismo día.
La primera actuación televisada de la canción ocurrió durante el final de la decimoctava temporada de American Idol el 17 de mayo de 2020; El rendimiento utilizó tecnología de realidad mixta, utilizando un escenario de sonido en Los Ángeles equipado con pantallas LED y gráficos de realidad aumentada para permitir que Perry vea e interactúe con un entorno digital en tiempo real (en lugar de usar chromakey). El 22 de mayo de 2020, Perry actuó en vivo en Good Morning America, dando inicio a la serie de conciertos 2020 del programa. Perry también realizó una remezcla deep house virtualmente para el concierto benéfico de Can't Cancel Pride el 26 de junio de 2020.
«Daisies» fue interpretada regularmente en la residencia Play, y forma parte del repertorio de The Lifetimes Tour. En ambos casos, con la producción del remix de Oliver Heldens.

## Video musical
Un video musical, dirigido por Liza Voloshin, fue lanzado junto con el sencillo el 15 de mayo de 2020. Fue filmado durante la cuarentena y muestra a Perry en un entorno naturalista. Más tarde reveló que el video musical no era lo que se planeó originalmente, pero debido a la pandemia de COVID-19, se canceló el rodaje inicial que se iba a realizar el 13 de marzo de 2020.
En apoyo del día Internacional del orgullo LGBT, Perry lanzó un video alternativo titulado «Daises (Can't Cancel Pride)» el 26 de junio de 2020. El video usa una remezcla de «Daisies» y es una grabación de Perry interpretando la canción prácticamente en el concierto benéfico Can't Cancel Pride. Este remix también interpola líneas de su catálogo de canciones que incluyen: «I Kissed A Girl», «Peacock», «Walking on Air» y «Swish Swish».

## Historial de lanzamiento
| Región         | Fecha               | Formato                     | Version              | Discográfica          | Ref.   |
| -------------- | ------------------- | --------------------------- | -------------------- | --------------------- | ------ |
| Varios         | 15 de mayo de 2020  | Descarga digital, streaming | Original             | Capitol Records       | [ 1 ]  |
| Australia      | 15 de mayo de 2020  | Contemporary hit radio      | Original             | Capitol Records       | [ 7 ]  |
| Italia         | 15 de mayo de 2020  | Contemporary hit radio      | Original             | Universal Muisc Group | [ 8 ]  |
| Reino Unido    | 15 de mayo de 2020  | Contemporary hit radio      | Original             | Capitol               | [ 9 ]  |
| Estados Unidos | 16 de mayo de 2020  | Adult Contemporary          | Original             | Capitol               | [ 10 ] |
| Varios         | 29 de mayo de 2020  | Descarga digital, streaming | MK remix             | Capitol               | [ 11 ] |
| Reino Unido    | 30 de mayo de 2020  | Adult Contemporary          | Original             | Capitol               | [ 12 ] |
| Estados Unidos | 9 de junio de 2020  | Contemporary Hit radio      | Original             | Capitol               | [ 13 ] |
| Varios         | 22 de junio de 2020 | Descarga digital, streaming | Oliver Heldens Remix | Capitol               | [ 14 ] |
| Varios         | 31 de julio de 2020 | Vinilo de 7"                | Original             | Capitol, Universal    | [ 15 ] |